# Велика награда Сан Марина 2006.
Велика награда Сан Марина 2006. године је била трка у светском шампионату Формуле 1 2006. године која се одржала на аутомобилској стази „Енцо и Дино Ферари“ у Имоли, 23. априла 2006. године.
Победник је био Михаел Шумахер, другопласирани Фернандо Алонсо, док је трку као трећепласирани завршио Хуан Пабло Монтоја.